# 1323

## Събития
- Папа Йоан ХХІІ канонизира Тома Аквински за светец.